# Eletica laeviceps
Eletica laeviceps es una especie de coleóptero de la familia Meloidae.

## Distribución geográfica
Habita en Congo, Angola.